# آتش‌سوزی ۲۰۲۵ پلسیدس
آتش‌سوزی پلسیدس یک آتش‌سوزی جنگل بود که در منطقه پسیفیک پلسیدس، لس آنجلس در شهرستان لس آنجلس در کالیفرنیا جنوبی اتفاق افتاد. تا تاریخ ۱۲ ژانویه ۲۰۲۵، در ساعت ۸:۰۰ صبح، آتش به حداقل ۲۳٬۶۵۴ جریب فرنگی (۹٬۵۷۲ هکتار؛ ۹۵٫۷۲ کیلومتر مربع؛ ۳۶٫۹۵۹ مایل مربع) گسترش یافت. علت این آتش‌سوزی در دست بررسی مسئولان شهر لس آنجلس است. این آتش‌سوزی بزرگ‌ترین آتش‌سوزی از چهار آتش‌سوزی است که توسط یک رویداد باد بسیار قدرتمند سانتا آنا به وجود آمده است. در ۸ ژانویه آمار اتحادیه وایلدفایر (Wildfire) نشان داد که این آتش‌سوزی مخرب‌ترین آتش‌سوزی در تاریخ لس آنجلس است که از آتش‌سوزی سیلمار لس آنجلس سال ۲۰۰۸، که ۶۰۴ ساختمان را ویران کرد، پیشی گرفته است.

## پیشرفت

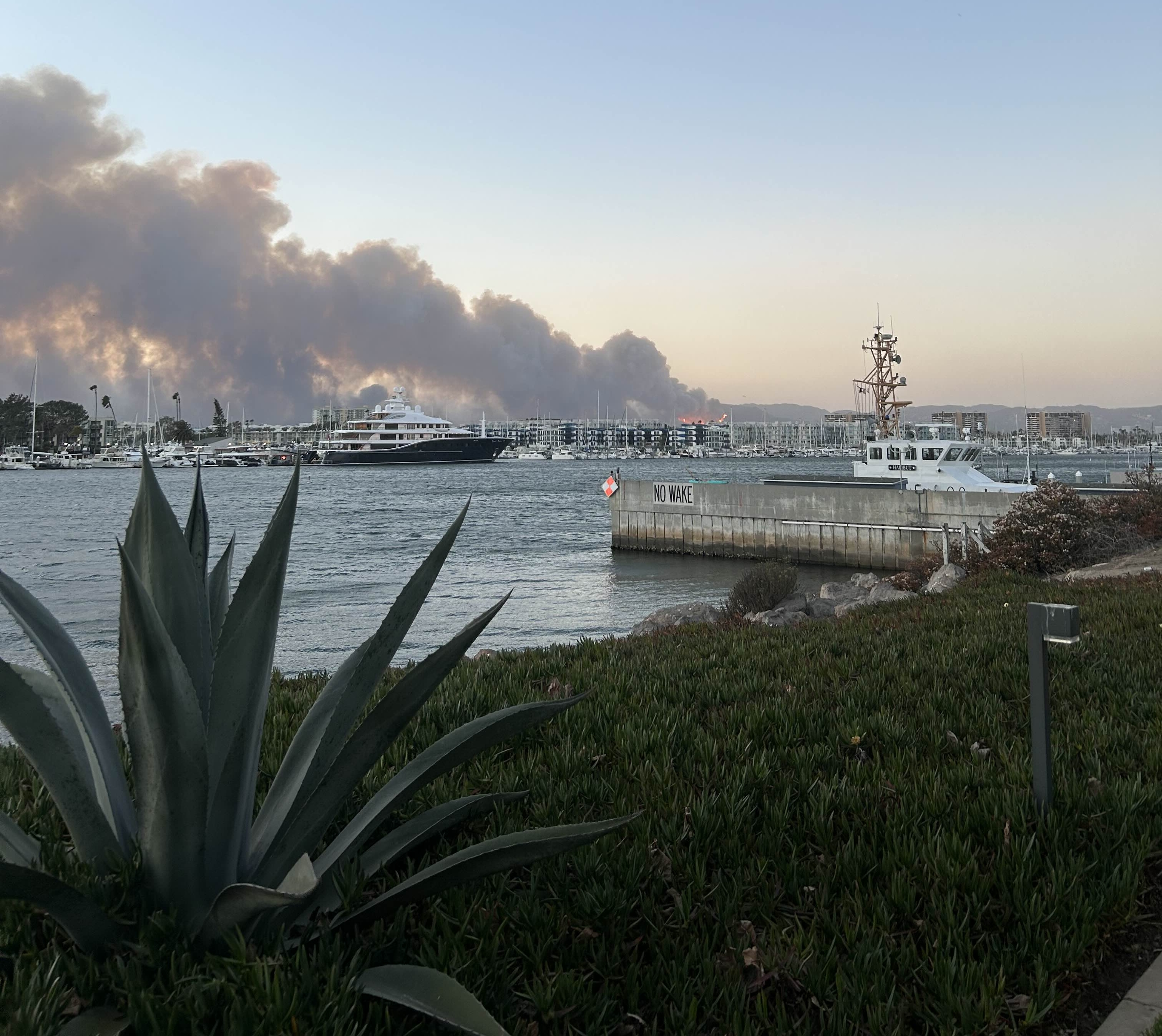
دود ناشی از آتش از مارینا دل ری، کالیفرنیا

آتش‌سوزی برای اولین بار در حدود ساعت ۱۰:۳۰ صبح منطقه زمانی اقیانوس آرام در تاریخ ۷ ژانویه ۲۰۲۵ گزارش شد که حدود ۱۰ جریب فرنگی (۴٫۰ هکتار) را در بر می‌گرفت. از کوه‌های نزدیک به پسیفیک پلسیدس، لس آنجلس. به دلیل ترکیبی از خشکسالی شدید درکالیفرنیا جنوبی و بدتر شدن بادهای سانتا آنا این آتش‌سوزی به سرعت در جنگل‌ها گسترش پیدا کرد.

## تخلیه

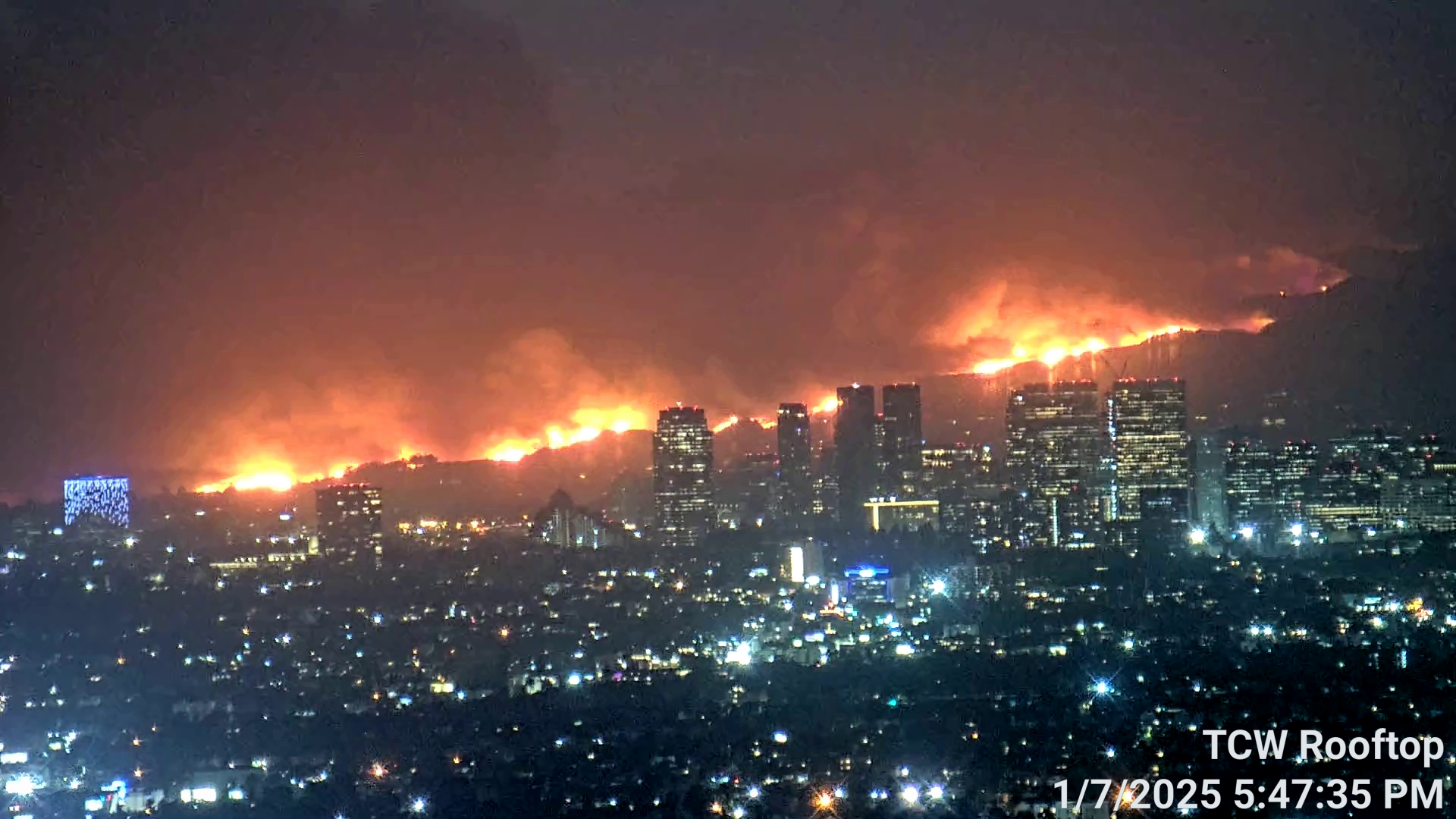
آتش‌سوزی پلسیدس از مرکز شهر لس آنجلس

کریستین کرولی، رئیس آتش‌نشانی شهر لس آنجلس (LAFD) در یک کنفرانس مطبوعاتی در روز ۷ ژانویه گفت که بیش از ۳۰۰۰۰ نفر تحت دستور تخلیه هستند و بیش از ۱۰۰۰۰ خانه و ۱۳۰۰۰ ساختمان در معرض خطر هستند. در طول کنفرانس، مارکیس هریس داوسون، رئیس شورای شهر لس آنجلس و سرپرست شهرداری، در واکنش به آتش‌سوزی وضعیت اضطراری در این شهر اعلام کرد.
پس از خبر اعلام وضعیت اضطراری و تخلیه‌ها، حجم زیادی از ترافیک به سرعت ایجاد شد و با نزدیک‌تر شدن شعله‌های آتش به جاده‌ها، مردم خودروهای خود را رها کردند و پیاده از محل آتش‌سوزی دور شدند. تقریباً ۲۰۰ وسیله نقلیه متروکه به دلیل مسدود شدن جاده جابجا شدند. اداره پلیس لس آنجلس (LAPD) حدود ۱۴۰ افسر را برای کمک به تخلیه و شهروندان این شهر اعزام کرد. مقامات سازمان آتش‌نشانی یک پیام سیستم هشدار اضطراری را توسط خدمات هواشناسی ملی ایالات متحده آمریکا مخابره کردند تا ساکنان را از وضعیت اضطراری و تخلیه مطلع کنند و متعاقباً به ساکنان دستور دادند که قادر به تخلیه به پناهگاه نیستند.

## تأثیرات

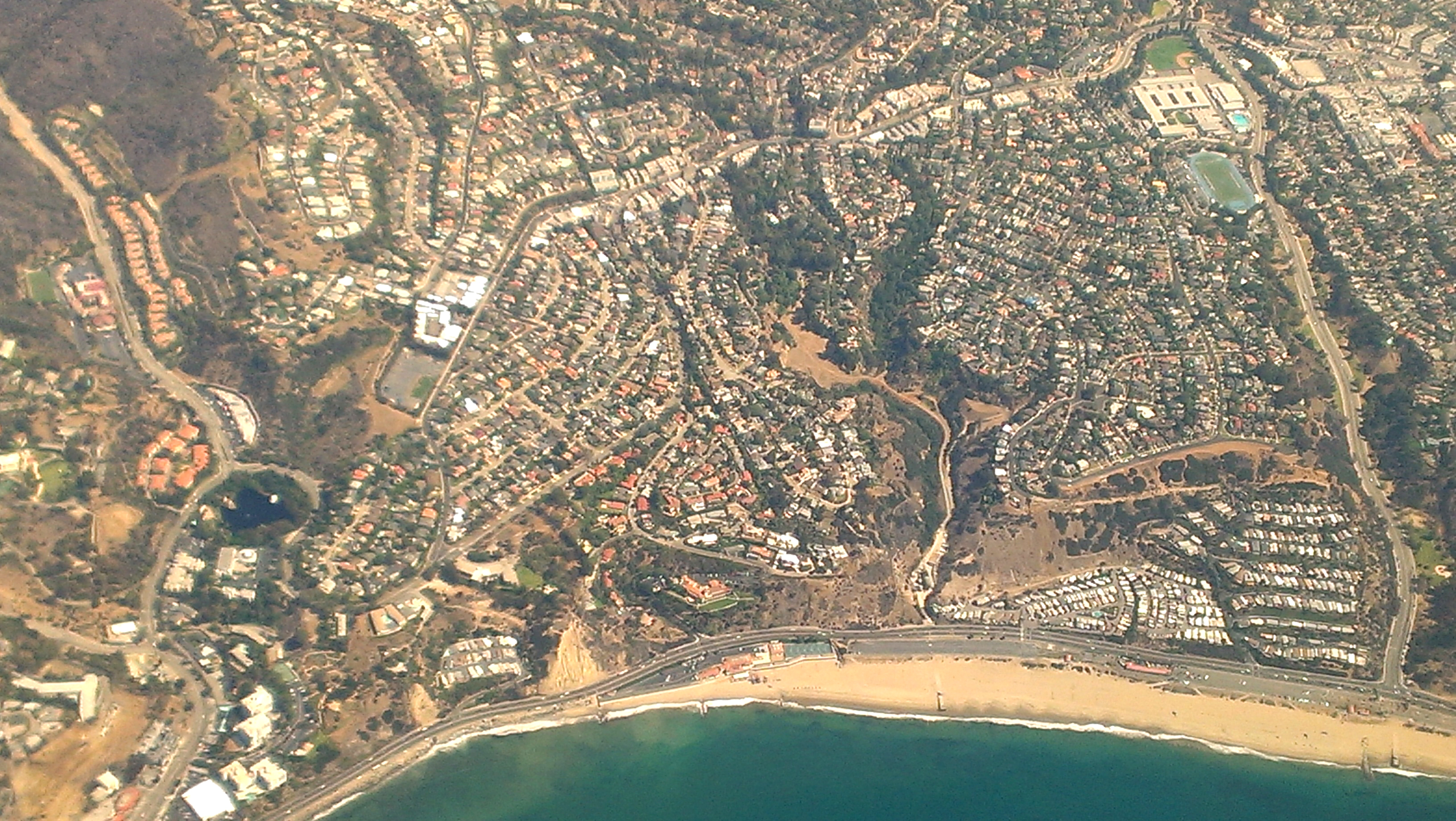
نمای هوایی از پلسیدس در سال ۲۰۱۴

ویلای گتی در معرض آتش‌سوزی قرار گرفت و محوطه آن در حال آتش گرفتن بود. اولین نمایش یونیورسال پیکچرز «مرد گرگ» و آمازون ام‌جی‌ام استودیوز و فیلم توقف‌ناپذیر (فیلم ۲۰۲۴)» در لس آنجلس در واکنش به آتش‌سوزی لغو شد. دستور تخلیه و هشدار برای شمال سانتا مونیکا، کالیفرنیا نیز صادر شد.
رئیس‌جمهور جو بایدن عصر روز ۶ ژانویه قبل از یک رویداد برنامه‌ریزی شده در ترمال، کالیفرنیا برای ایجاد دو یادبود ملی وارد لس آنجلس شد. او وارد لیموزین خود شد، اما به دلیل آتش‌سوزی شدید و جریان باد تند از کاروان خارج نشد و به هتل بازگشت و مراسم به هفته بعد در کاخ سفید موکول شد.

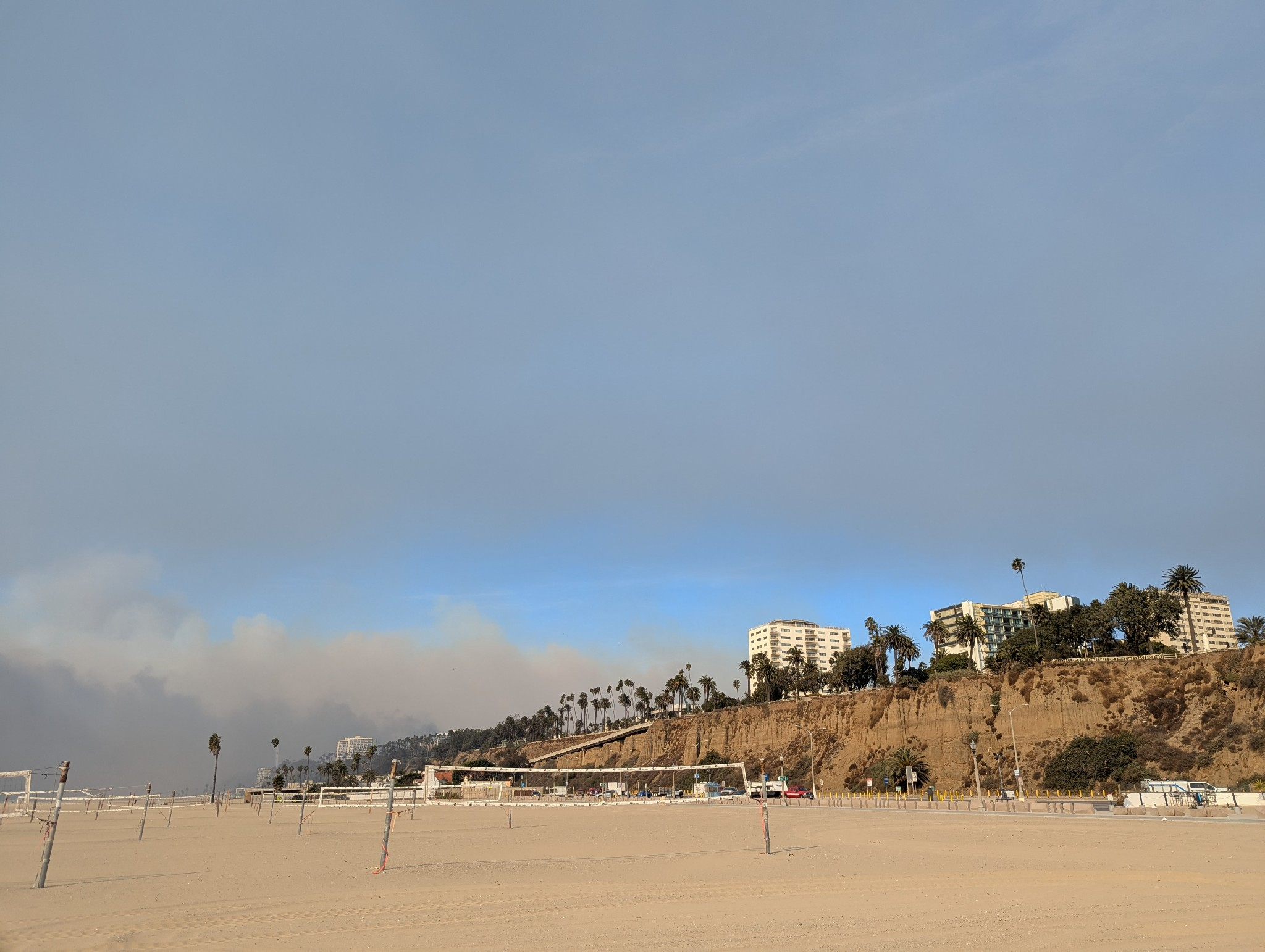
دود ناشی از آتش‌سوزی پلسیدس از مسیر دوچرخه‌سواری ساحلی